# Avortement en Arménie
L'avortement en Arménie est légal sur demande jusqu'à 12 semaines de grossesse et dans des circonstances particulières entre 12 et 22 semaines. L'avortement est légal depuis le 23 novembre 1955, lorsque l'Arménie est une république de l'Union soviétique,. Les grossesses peuvent être interrompues à la demande de la femme enceinte jusqu'à la douzième semaine et pour des raisons médicales et sociales jusqu'à la vingt-deuxième semaine avec l'accord d'un médecin. Depuis 2016, date de l'adoption d'une loi interdisant l'avortement sélectif en fonction du sexe, un conseil obligatoire est requis avant l'avortement ainsi qu'une période d'attente de trois jours. La loi est critiquée pour avoir utilisé l'avortement sélectif en fonction du sexe comme prétexte pour restreindre l'accès à l'avortement, bien que le gouvernement le nie et affirme qu'il n'a pas l'intention de remettre en question le droit des femmes à accéder à un avortement sécurisé.
L'avortement est utilisé comme moyen de contrôle des naissances en Arménie et le nombre de décès maternels dus aux complications de l'avortement était autrefois très élevé (entre 10 et 20 % en 2000). Après des réformes massives, le nombre de décès tombe à 5 % en 2005.
En 2014, 21,77 % des grossesses en Arménie se terminent par un avortement, une légère augmentation par rapport au creux historique enregistré en 2010 (21,52 %). Les Nations unies signalent un taux d'avortement (exprimé comme le nombre d'avortements pour 1000 femmes âgées de 15 à 44 ans) de 13,9 en 2004 et de 16,9 à partir de 2010.

## Avortement sélectif selon le sexe
L'Arménie, avec d'autres pays, notamment la Chine et l'Inde, a un problème avec l'avortement sélectif en fonction du sexe,,. Cela provoque d'importants débats politiques, tant au niveau international que national. Néanmoins, les mesures que l'Arménie adopte pour faire face à cette question sont controversées et sujettes à des critiques,.
En 2016, le pays adopte une réglementation pour lutter contre cette pratique. L'avortement sélectif en fonction du sexe est explicitement interdit en 2016. Cependant, même avant 2016, l'avortement sélectif est implicitement interdit, car depuis la légalisation sur l'avortement de 1955 en vertu de la loi soviétique, l'avortement est restreint après le premier trimestre, moment où les avortements sélectifs se produisent. La seule chose qui change plusieurs fois au fil des années, ce sont les raisons énoncées par le gouvernement pour qu'un avortement après 12 semaines soit approuvé.
Étant donné que la sélection du sexe n'a jamais été une raison légale approuvée, de tels avortements ont toujours été techniquement illégaux. La loi de 2016 interdisant explicitement l'avortement pour des raisons de sélection du sexe est donc considérée comme redondante et inapplicable, et l'un de ses articles provoque une controverse majeure: l'exigence d'une période d'attente de trois jours. Il est craint que les femmes pauvres des zones rurales n'aient pas les moyens de se rendre plusieurs fois dans les villes pour se faire avorter sans risque, augmentant ainsi le taux d'avortement à risque dans le pays, en particulier compte tenu du taux élevé d'avortement en général. Une critique des mesures arméniennes qui traitent de l'avortement sélectif est qu'elles ne se concentrent pas sur la culture qui considère les femmes comme inférieures, la façon dont les filles sont dévalorisées étant l'une des raisons de sélection.